# Gencij
Gencij (grško: Γένθιος  [Gentios], zadnji kralj ilirskega Ardiejskega kraljestva, ki je vladal od leta 181-168 pr. n. št., * ni znano, † okoli 168 pr. n. št., Italija. 
Njegovo ime je nastalo verjetno iz praindoevropskega korena  *g'en- - zaploditi, sorodnega z latinskim gens, gentis – rod, pleme ali rasa.
Bil je sin kralja Plevrata III., ki je vzdrževal tesne stike z Rimsko republiko. Poročen je bil s hčerko dardanskega kralja Monunija. Vladal je iz ardijejske prestolnice Škodre.
Na začetku njegovega vladanja so mu Dalmati in Daorsi leta 180 pr. n. št. odrekli pokorščino in razglasili svojo neodvisnost in mesto Rizon je še pred njegovim porazom v tretji ilirski vojni dobilo neodvisnost in zaščito Rimske republike.
Leta 171 pr. n. št. je sklenil zavezništvo z Rimljani proti Makedoncem. Leta 169 pr. n. št. je zamenjal stran in se povezal z makedonskim kraljem Perzejem Makedonskim.
V mirovni pogodbi, sklenjeni po prvi ilirski vojni leta 218 pr. n. št., je bilo določeno, da je najjužnejše mesto Ilirskega kraljestva mesto Lisos. Južno od Lisosa je bila plovba ilirskih vojnih ladij prepovedana  Leta 168 pr. n. št. je Gencij aretiral rimska odposlanca in ju obtožil, da ne prihajata z miroljubnimi nameni,  ampak kot vohuna, potem pa prekršil mirovno pogodbo in opustošil mesti Apolonija in Drač, ki sta bili rimska zaveznika. Rimska vojska pod poveljstvom Lucija Ancinija Gala ga je zato napadla in po samo dvajsetih ali tridesetih dneh vojne  pri Škodri porazila. Naslednje leto so ga odpeljali v Rim in ga razkazovali na Galovem zmagoslavnem sprevodu, potem pa so ga internirali v Iguvij. Natančen datum njegove smrti ni znan. 
Po Gentijevem porazu v tretji ilirski vojni so Rimljani regijo razdelili na tri upravne enote, imenovane meris. Obseg prve meris ni znan. V drugi so bili Labeati, v tretji pa Acruvium, Rizon in Olcinium in njihova okolica.

## Odnosi z Rimom
Po  Gencijevem prihodu na prestol so se odnosi med Ardiejskim kraljestvom in Rimsko republiko začeli krhati. Obala južnega Jadrana in njeno zaledje južno od reke Drim je po prvi ilirski vojni proti kraljici Tevti prišlo pd rimsko oblast, medtem ko so ozemlje in ilirska plemena  severno in zahodno od rimskega ozemlja ostalo pod naraščajočo Gencijevo oblastjo. Grško mesto Vis na otoku Visu je pod rimsko zaščito obdržalo nekaj neodvisnosti, otok Hvar pa je ostal povsem ilirski. Gencijevi podložniki Dalmati in Daorsi so mu kmalu po prihodu na oblast odrekli pokorščino in razglasili neodvisnost. Moč Ilirov je bila v njihovi mornarici, ki je stalno ogrožala rimske interese na južnem Jadranu. 
Leta 180 pr. n. št. je prišel v Brudisium rimski pretor, odgovoren za obrambo obale, z nekaj Gentijevimi ladjami, za katere je trdil, da jih je zajel med gusarjenjem. V Ilirijo je poslal svoje odposlance, ki kralja niso našli, in izvedel, da imajo Iliri na Korčuli rimske ujetnike in čakajo na njihovo odkupnino. Izid spora ni znan. Rimski senat je verjetno sprejel trditve Gencijevih odposlancev, da so obtožbe lažne. 
Ko se je deset let kasneje Rim začel mrzlično pripravljati na vojno s Perzejem Makedonskim, je Vis obtožil Gencija, da skupaj z makedonskom kraljem načrtuje vojno. Ilirski odposlanci so pred rimskim senatom govorice zanikali. Rimljani so kljub temu zasegli 54 ilirskih lemb, zasidranih v Epidamnu.  Rim je na predvečer vojne  poslal k Ilirom svojega senatorja, ki je opozoril Gencija na formalno prijateljstvo z Rimsko republiko.

## Zavezništvo z Dardanijo in Makedonijo
Leta 169 pr. n. št. je Gencij organiziral umor svojega brata Platorja, ker se je nameraval poročiti s hčerko dardanskega kralja Monunija Etuto, s čimer bi se preveč povečala njegova moč.  Po njegovi smrti  se je sam poročil z bratovo zaročenko in si s tem zagotovil zavezništvo močne dardanske države. 
Kralj Perzej Makedonski je ponovno osvojil več rimskih oporišč v okupiranem rimskem delu Ilirije, ki so nadzirala poti med Makedonijo in Ardiejskim kraljestvom. Po osvojitvi je poslal h Genciju svoje odposlance, ki jih je vodil ilirski izgnanec Plevrat. Odposlanci so našli kralja v Lisosu in ga seznanili s Perzejevimi uspehi proti Rimljanom in Dardancem in njegovi nedavni zmagi nad Penesti. Iliri so jim odgovorili, da Perzeju za vojno z Rimljani ne primanjkuje volje, pač pa samo denar. Makedonci od Ilirov niso dobili nobenih obljub, zato je Perzej kmalu zatem k Ilirom poslal isto, ali morda drugo, odposlanstvo in na vsak način poskušal pritegniti Gencija v vojno z Rimljani, še posebno, če s tem ne bi imel nobenih stroškov. 
Plevratu je uspelo med Penesti zbrati 1.000 pešakov in 200 konjenikov. Po rimskem napadu na Makedonijo leta 168 pr. n. št. je bil Perzej prisiljen zaprositi za pomoč Gencija, saj bi njegove ladje lahko uporabil za napad na Rimljane.  Gencij je zahteval vsoto tristo talentov in Perzej je poslal svojega tovariša Pentavha, da sklene sporazum. V mestu Meteon so se dogovorili za talce in Gencij je sprejel zaobljubo makedonskega kralja. K Perzeju je poslal delegacijo, ki naj bi prevzela denar, zatem pa so pogodbo potrdili s priložnostno ceremonijo v Dionu v Termajskem zalivu. Na ceremoniji je bila tudi parada makedonske konjenice, ki naj bi na Ilire naredila vtis moči makedonske vojske. 
300 talentov so Ilirom odšteli iz državne zakladnice v Pelli v makedonski Grčiji in Iliri so obljubili, da jih bodo označili s svojim žigom.  Ko je Gencij preko Pantavha dobil predujem obljubljenega denarja, je sprožil sovražnosti proti Rimljanom. Aretiral je dva rimska odposlanca, ki jih je poslal senator Apij Klavdij, kar je Perzeja prepričalo v Gencijevo brezpogojno zavezništvo in je izpolnil še preostale obveznosti.

## Priprave na vojno
Gencij je svojo protirimsko orientacijo v ilirski zunanji politiki podprl z vrsto ukrepov za okrepitev svojega kraljestva. Najprej se je osredotočil na finance in v vsej državi za vse podložnike uvedel enoten davek in prevzel nadzor nad kovnicama denarja v Lisosu in Škodri, v katerih so kovali bronast denar. V selški kovnici so kovali dve vrsti Gencijevih kovancev z makedonskimi  simboli, na denarju iz drugih kovnic pa je bila na prednji strani verjetno Gencijeva glava  s plitvim okroglim pokrivalom, na zadnji strani pa strela  ali vojna ladja lemba. Po popisu, ki so ga naredili Rimljani, je bilo na predvečer vojne z Rimom v državni blagajni 27 funtov zlata, 19 funtov srebra, 120.000 ilirskih drahem in 13.000 rimskih denarijev.
Gencij in Perzej sta s skupno delegacijo pozvala Rodos, naj se jima pridruži v vojni proti Rimu. Gencij se je pripravil tudi na morebitn rimski napad z morja in dal zgraditi 270 lemb, s katerimi je dopolnil svojo kopensko vojsko, ki je štela 15.000 mož. Gencij je bil zdaj pripravljen na vojno z Rimom.

## Tretja ilirska vojna
Januarja ali februarja 168 pr. n. št. je Gencij zbral vso svojo vojsko in ladjevje lemb v Lisosu, najjužnejšem mestu v državi, vdrl na rimsko ozemlje in začel oblegati Basanijo, ki je bila samo nekaj kilometrov južneje. Njegov polbrat Karavancij je s 1.000 možmi in 50 konjeniki napadel Kavi. Mesta mu ni uspelo osvojiti, zato je opustošil okoliška polja. Skupina osmih lemb je napadla Epidamnus in Apolonijo.  Rimljani pod poveljstvom Apija Klavdija so medtem izvedeli za Gencijevo zavezništvo s Perzejem Makedonskim in aretacijo svojih odposlancev. Apij je zato svoji vojski, ki je prezimovala  v Nimfeju (sedanji Shëngjin v Albaniji), priključil čete iz Bilisa, Epidamna in Apolonije  in odkorakal proti severu. Z vojsko se je utaboril pri reki Genes (Škumbin). Tam se je sestal z novim poveljnikom, pretorjem Lucijem Anicijem Galom. Gal je priplul iz Italije v Apolonijo z dvema legijama s 600 konjeniki in 10.400 pešaki in vojsko italijanskih zaveznikov, ki je štela 800 konjenikov in 10.000 pešakov. Njegovo ladjevje, katerega velikost ni poznana, je imelo približno 5.000 mornarjev. K tej mogočni vojski je dodal še 200 konjenikov 2.000 pešakov svojih svojih ilirskih zaveznikov Partinov. Združena rimska vojska je bila dvakrat močnejša od Gencijeve. 
V Livijevi Zgodovini Rima se je opis tretje ilirske vojne izgubil, zato je potek vojnega pohoda slabo poznan. Izgleda, da se je rimsko ladjevje spopadlo z Gencijevimi lembami in zajelo večje število ladij. Sledil je poraz iirske kopenske vojske, ki je Rimljanom omogočil prodor v središče države. Gencij je zbral svojo vojsko v svojem glavnem mestu Škodri, ki je bilo dobro utrjeno in je imelo dober naraven položaj.  Ko se je mestu približaja Ancijeva vojska, je Gencij panično pobegnil v mesto. Zaprosil je za tri dni premirja in upal, da mu bo v tem času prišel na pomoč Karavancij s svojo vojsko, kar pa se ni zgodilo.  Gencij je zato poslal k Rimljanom svoje odposlance, med katerimi sta bila slavna plemenska poglavarja Tevtik in Bel, da bi se pogajali z rimskim poveljnikom. Tretji dan pogajanj je sam prišel v rimski tabor in se vdal. Rimljani so ga sprejeli z vsemi častmi in ga pogostili, potem pa aretirali. Iliri v Škodri so se vdali in osvobodili rimske odposlance. Rimska vojska je odkorakala severno od jezera Sutari, kjer je v Meteonu ujela ilirsko kraljico Etuto, Karavancija in njegova sinova Skerdilajda in Plevrata in druge vodilne Ilire. 
Padec Ardiejskega kraljestva in Ancijeva zmago je v ceramonialnem slogu opisal Tit Livij:
V samo nekaj dneh je (Ancij) na kopnem in na morju porazil hrabra ilirska plemena, ki so se zanašala na utrdbe in poznavanje svojega ozemlja.
Vojni pohod je v resnici trajal trideset dni. Sledile so še manjše operacije na severu Ardiejskega kraljestva. Ancij je v več mestih, citadelah in utrdbah (Rizon, Vis in Olcinij) in plemenskih državah Daorsov in Pirustov,  namestil svoje vojaške posadke. Nekatera mesta so prostovoljno prestopila na rimsko stran, druga, na primer Hvar, pa so osvojili s silo in jih nato izropali.

## Posledice
Med vojnim rimskim plenom je bilo poleg že omenjene ilirske državne blagajne in drugega plena tudi 220 ladij, katere je Kasij Longin po sklepu senata predal prebivalcem Krfa, Apolonije in Epidamna. 
Gencija in njegovo družino so po vojni z odločitvijo senata odpeljali v Spoleto, kjer so bili pod nadzorom meščanov. Druge ujetnike so odpeljeli v Rim. Ker so prebivalci Spoleta zavrnili zahtevo senata, naj nadzirajo kraljevo družino, so jih premestili v Iguvium (Gubbio). Datum Gencijeve smrti ni znan, obstajajo pa ostanki njegove grobnice. 
Rimljani so po vojni prizanesli samo tistim koinom, ki niso bili neposredno  vpleteni v vojno z Rimom. Mesta svojih nasprotnikov so popolnoma izropali in nato požgali. Plemena, katerim so prizanesli, so dobila rimsko upravo, kakršno so imela pred vojno, in upravitelja, ki so ga izvolili vsako leto. Rimu so plačevali samo polovico dajatev, ki so jih pred tem plačevali Genciju. Federativne koine so razpustili in vsako enoto  priznali kot poseben koinon, uvedli lokalno avtonomijo in pogosto dovolili kovanje lastnega denarja. 
Južne ilirske pokrajine so bile dokončno pokorjene, medtem ko so se severne in vzhodne pokrajine še sto let upirale rimskim osvajalcem. 

## Morebitno nasledstvo
Arheolog Hasan Ceka je domneval, da je ime enega od Gencijevih odposlancev, Bela, morda napačno prepisano v Balaj. Z jezikoslovnega stališča je takšno ugotavljanje istovetnosti zelo problematično, idejo, da je bil Balaj Gencijev naslednik in v prijateljskih odnosih z Rimom, pa so nekateri  sprejeli. Edini dokaz, da je bil Balaj ilirski kralj, ki je vladal morda od leta 167-135 pr, n. št., so njegovi ardiejski kovanci. Izgleda, da je po letu 168 pr. n. št. vladal iz stare Tevtine trdnjave Rizon, čeprav je bilo ilirsko Ardiejsko kraljestvo po Gencijevem  porazu razpuščeno in je njegovo ozemlje postalo del Rimske republike. Obilje njegovih kovancov kaže, da je bil zelo vpliven vladar, čeprav ni nobenega literarnega ali zgodovinskega dokaza o njegovem obstoju.

## Zanimivosti
Po Genciju je dobila ime družina rastlin sviščevk – gentianaceae.
Gencij je upodobljen tudi na albanskih kovancih za 50 lekov, izdanih leta 1996 in 2000,  in na hrbtni strani bankovca za 2000 lekov, izdanega leta 2008.